# Saint-Maurice-près-Pionsat

Saint-Maurice-près-Pionsat este o comună în departamentul Puy-de-Dôme, Franța. În 1 ianuarie 2022 avea o populație de 363 de locuitori.